# نوريس (دشتياري)
نوريس (بالفارسية: نوریس) هي قرية تقع في قسم نغور الريفي (مقاطعة تشابهار) في إيران. يقدر عدد سكانها بـ 327 نسمة بحسب إحصاء 2016.